# Play with Fire
«Play with Fire» — перший сингл четвертого студійного альбому американської поп-співачки Гіларі Дафф — Dignity. В США на радіо сингл вийшов 21 серпня 2006; у цифровому форматі пісня з'явилася 15 травня 2007. Пісня написана Гіларі Дафф, Карою ДіоГуарді, Реттом Лоуренсом та will.i.am; спродюсована Реттом Лоуренсом. Пізніше пісня увійшла до збірника хітів Дафф «Best of Hilary Duff» (2008). Музичне відео зрежисоване дуетом режисерів Алексом і Мартіном; прем'єра відеокліпу відбулась 15 серпня 2006. Музичне відео було номіноване на нагороду MVPA Awards 2007 в категорії Best Direction of a Female Artist.
Журнали Billboard і The Washington Post дали композиції позитивні оцінки. Сингл досяг 31 місця чарту Dance Club Songs. Згодом було випущено два ремікси пісні «Play with Fire». Пісню використовували як саундтрек у кінофільмі Матеріальні дівчата (2006).

## Створення пісні
Композиція «Play with Fire» є піснею жанру електропопу та техно, що відрізняє її від всіх попередніх робіт Дафф, які переважно були виконані в поп-року стилі. Відповідно до Дафф сингл «Play with Fire» та інші пісні з альбому Dignity мають танцювальніший напрямок, ніж її попередні роботи і в них використано набагато більше справжніх музичних інструментів. Дафф сказала, що «вона [пісня] весела, фанкова і несхожа, щось зовсім нове для мене. Вона дуже класна». Вона також описала новий звук альбому як «дещо менше поп-року і більше звучання електроніки. Він [альбом] має багато танцювальних мелодій».
Дафф назвала пісню «приманкою» до нового звучання альбому «Dignity», і сказала, що сингл «Play with Fire» «дає слухачам можливість заглибитися в мій новий звук, який гарно підходить загальному денс/електро-рок звучанню платівки».

## Музичне відео
Музичне відео зрежисоване дуетом режисерів Алексом і Мартіном. Знімання відбувалося у Торонто провінції Онтаріо в липні 2006. Алекс і Мартін описали відео «справжнім і сюрреалістичним» і порівняли спецефекти, які там використовували із будинком із дзеркалами в парку розваг. Натхненням для музичного відео став нуар-фільм Орсона Веллса 1948-го року Леді з Шанхаю. Дафф прокоментувала щодо відеокліпу, що воно «точно є чимось зовсім іншим, ніж хтось коли-небудь бачив раніше». Відповідно до Дафф, музичне відео було знято до того, як пісня була офіційно записана через те, що вона хотіла, аби композиція була першим синглом її нової платівки. В ніч репетицій та приміряння нарядів для відеокліпу, Дафф повернулася до студії та закінчила запис композиції трьома годинами перед тим, як розпочалася гроза, через що деяке обладнання вийшло із ладу. Наступного ранку продюсер Ретт Лоуренс передав готову пісню створювачам відеокліпу за менше, ніж три години до початок зйомок. Дафф сказала, що вся ситуація «складалася буквально ідеально», беручи до уваги всі проблеми, які виникали на шляху.
Прем'єра відеокліпу в США відбулась 15 серпня 2006 в програмі каналу MTV Total Request Live. Він досяг 5 місця чарту Total Request Live і транслювався в програмі протягом 19 днів до 14 вересня. В Австралії прем'єра відеокліпу відбулася на тижні від 23 квітня 2007. Відеокліп став першим для Дафф, який не транслювався на каналі Disney Channel.
У 2007 за музичне відео до пісні «Play with Fire» режисери були номіновані на нагороду MVPA Awards в категорії Best Direction of a Female Artist, але програли Флорії Зігізмонді та Крістіні Агілері із їх відеокліп до пісні Агілери «Hurt».

## Список пісень
Промо версії
1. «Play with Fire» — 3:00
2. «Play with Fire» (інструментальна версія) — 3:00

Цифрове завантаження ремікса Річарда Віссіона
1. «Play with Fire» (ремікс Річарда Віссіона / версія для радіо) — 3:12
2. «Play with Fire» (Richard Vission Mix Show edit) — 4:55
3. «Play with Fire» (Richard Vission club mix) — 6:10
4. «Play with Fire» (Richard Vission dub mix) — 5:55
5. «Play with Fire» (original version) — 3:01

## Чарти
| Чарт (2006)                            | Місце |
| -------------------------------------- | ----- |
| Argentina Anglo (Monitor Latino)       | 41    |
| Costa Rica (Top 40 Singles Chart)      | 29    |
| U.S. Billboard Hot Dance Club Play     | 31    |
| U.S. Billboard Airplay Radio Mediabase | 113   |
| Vietnam Hot 10 @ 10                    | 10    |

## Історія релізів
| Регіон        | Дата           | Лейбл             | Формат                       |
| ------------- | -------------- | ----------------- | ---------------------------- |
| США           | 21 серпня 2006 | Hollywood Records | Промо-сингл                  |
| США           | 3 жовтня 2006  | Hollywood Records | Цифрове завантаження         |
| Австралія     | Квітень 2007   |                   | Промо-сингл                  |
| Нова Зеландія | Квітень 2007   | Hollywood Records | Промо-сингл                  |
| США           | 15 травня 2007 | Hollywood Records | Цифрове завантаження ремікса |
| Канада        | 15 травня 2007 | EMI Records       | Цифрове завантаження ремікса |